# Cavineptunea
Cavineptunea is een geslacht van weekdieren uit de klasse van de Gastropoda (slakken).

## Soorten
- Cavineptunea insularis (Fernández, 1977)
- Cavineptunea monstrosa Powell, 1951